# V390 Волопаса
V390 Волопаса (лат. V390 Boötis) — одиночная переменная звезда в созвездии Волопаса на расстоянии приблизительно 198 световых лет (около 60,8 парсеков) от Солнца. Видимая звёздная величина звезды — от +11,6m до +11,56m.

## Характеристики
V390 Волопаса — оранжевый карлик, вращающаяся переменная звезда типа BY Дракона (BY) спектрального класса K5. Радиус — около 0,67 солнечного, светимость — около 0,144 солнечной. Эффективная температура — около 4334 K.